# Kodeks 0244
Kodeks 0244 (Gregory-Aland no. 0244) – grecki kodeks uncjalny Nowego Testamentu na pergaminie, datowany metodą paleograficzną na V wiek. Zachował się niewielki fragment rękopisu, który przechowywany jest w Louvain-la-Neuve. Tekst rękopisu jest wykorzystywany we współczesnych wydaniach greckiego Nowego Testamentu.

## Opis
Zachował się tylko fragment 1 pergaminowej karty rękopisu, z greckim tekstem Dziejów Apostolskich (11,29-12,5). Oryginalne karty kodeksu miały prawdopodobnie rozmiar 18 na 14 cm. Prawdopodobnie tekst pisany był dwoma kolumnami na stronę, 18 linijkami w kolumnie. Badacze przypuszczają, że rękopis mógł być bilingwiczny, grecko-łaciński, ze względu na sposób dzielenia linijek tekstu. Jednak do czasów współczesnych zachowała się tylko partia grecka. Litery mają kształt charakterystyczny dla biblijnej uncjały.

## Tekst
Tekst rękopisu reprezentuje aleksandryjską tradycję tekstualną. Kurt Aland zaklasyfikował tekst rękopisu do kategorii II, co oznacza, że jest niezbędny dla rekonstrukcji tekstu Nowego Testamentu.
W Dz 12,3 przed rzeczownikiem ἡμέραι (dni) brak rodzajnika αἱ. Wariant rękopisu 0244 wspierany jest przez Chester Beatty I, Kodeks Synajski, Kodeks Watykański, Codex Angelicus, Minuskuł 6, 1175, 1241, 1739. Wariant z rodzajnikiem zawiera Kodeks Aleksandryjski, Codex Claromontanus, Kodeks Laudiański, Kodeks Athous Lavrensis oraz rękopisy bizantyjskiej tradycji tekstualnej. Krytycy tekstu za autentyczny uważają wariant z rodzajnikiem.
W Dz 12,4 rękopis opuszcza słowo στρατιωτών (żołnierzy). Wariant rękopisu jest odosobniony, pozostałe rękopisy zawierają ten termin.

## Historia
INTF datuje rękopis na V wiek . Rękopis został znaleziony w Khirbet el-Mird, w Palestynie, w 1952 roku. Ze względu na miejsce pochodzenia rękopisu jako prawdopodobne miejsce jego powstania wskazywana jest Palestyna.
Na listę greckich rękopisów Nowego Testamentu wciągnął go Kurt Aland w 1963 roku, oznaczając go przy pomocy siglum 0244. Rękopis jest wykorzystywany w krytycznych wydaniach greckiego Nowego Testamentu. Po raz pierwszy został wykorzystany w roku 1979, w 26 wydaniu Nestle-Alanda (NA26). W 27. wydaniu Nestle-Alanda (NA27) traktowany jest jako świadek pierwszego rzędu cytowania. Nie został wykorzystany w 3. wydaniu The Greek New Testament wydanym przez United Bible Societies. Wykorzystano go natomiast w 4. wydaniu. 
Rękopis jest przechowywany w Université catholique de Louvain (P.A.M. Khirbet Mird 8) w Louvain-la-Neuve .